# Софійність

Володарка Гран-прі Валентина Шевченко

«Софійність» — молодіжний центр культури в Донецьку.
Започаткований 2006 року при Донецькому національному технічному університеті (ДонНТУ). Фактично виконує роль міжвузівського студентського культурно-просвітницького центру.
Сфери діяльності:
- презентація творів українських і зарубіжних письменників;
- клуб поезії;
- студентська студія художнього слова.

## Історія
На початку 1990-х років у низці вузів Донецька було організовано місцеві осередки Товариства української мови імені Т. Г. Шевченка. 1994 року як логічне продовження цієї діяльності у ДонНТУ засновано відділ українознавства. А на початку 1995 року організована студентська студія художнього читання, згодом названа «Софійність». На її початках заняття вела заслужена артистка України, артистка Донецького драматичного театру Ніна Харченко.

## Сучасна діяльність
Центр «Софійність» бере участь у Міжнародних і Всеукраїнських наукових конференціях, зокрема присвячених Григорієві Сковороді та Володимирові Вернадському, а також в обласних і Всеукраїнських конкурсах читців, присвячених пам'яті Тараса Шевченка та Олени Теліги.
Лауреати Всеукраїнських конкурсів: О.Бакланова, Б.Васильєва, К.Моргун, Є.Олійник.
2007 року член центру «Софійність» студентка ДонНТУ Валентина Шевченко здобула Гран-прі на Всеукраїнському фестивалі-конкурсі студентської творчості «Весняна хвиля-2007» у жанрі художнього слова. Директор Центру «Софійність» — Луїза Добровольська.